# Nasser Moghaddam
Nasser Moghaddam (Teheran, 24 gennaio 1921 – Teheran, 11 aprile 1979) è stato un generale e agente segreto iraniano, ultimo direttore della SAVAK dal giugno 1978 a febbraio 1979, giustiziato dal neo-nato regime islamico.
Moghadam, fino ad allora capo dell'intelligence militare del paese, sostituì il Generale Nematollah Nassiri (nominato ambasciatore in Pakistan) alla guida della SAVAK .
Dopo la vittoria della rivoluzione, uomini di Mehdi Bazargan offrirono a Moghaddam un ruolo di primo piano nella creazione di un nuovo servizio di sicurezza. Moghaddam accettò l'offerta.
Il 15 febbraio, dopo l'esecuzione dell'ex direttore della SAVAK Nematollah Nassiri, Moghaddam si rese conto che la sua posizione non era sicura e decise di nascondersi temporaneamente, con l'intenzione di lasciare il paese il prima possibile. Tuttavia, fu rapidamente arrestato e consegnato al Tribunale rivoluzionario. Moghaddam rimase impressionato dall'efficienza del nuovo apparato di sicurezza, affermando: "Che gente intelligente. Se fossero i miei dipendenti al SAVAK, avrei molto più successo."
Mentre era in prigione, Moghaddam sperava in una pronta liberazione con il sostegno di Bazargan. Tuttavia, l'11 aprile 1979, il generale Moghaddam fu giustiziato per ordine del Tribunale rivoluzionario islamico.